# Hapalogenys
Hapalogenys es un género de peces de la familia Hapalogenyidae, del orden Perciformes. Este género marino fue descrito por primera vez en 1844 por John Richardson.

## Especies
Especies reconocidas del género:
- Hapalogenys analis J. Richardson, 1845
- Hapalogenys bengalensis Mohapatra, D. Ray & Kumar, 2013[2]
- Hapalogenys dampieriensis Iwatsuki & B. C. Russell, 2006
- Hapalogenys filamentosus Iwatsuki & B. C. Russell, 2006
- Hapalogenys kishinouyei H. M. Smith & T. E. B. Pope, 1906
- Hapalogenys merguiensis Iwatsuki, Satapoomin & Amaoka, 2000
- Hapalogenys nigripinnis (Temminck & Schlegel, 1843)
- Hapalogenys sennin Iwatsuki & Nakabo, 2005